# Błotnia (roślina)

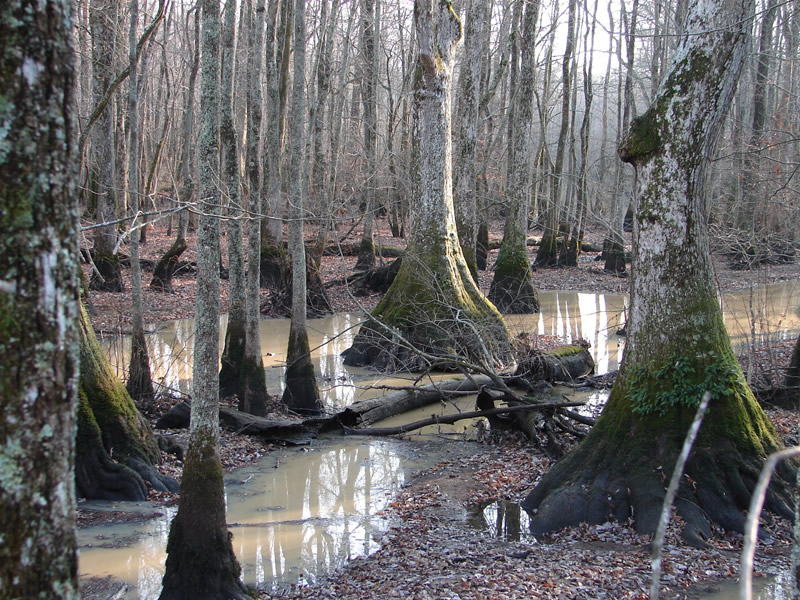
Nyssa aquatica – ważny składnik lasów bagiennych południowo-wschodniej części USA

Błotnia, kląża, nissa, nyssa, tupelo (Nyssa L.) – rodzaj roślin z rodziny błotniowatych. Obejmuje 11, 12 lub 13 gatunków. Występują one w południowej części Ameryki Północnej (cztery gatunki w Meksyku i południowo-wschodniej części USA oraz jeden gatunek w Kostaryce i Panamie), a także w Azji południowej i wschodniej (jeden gatunek od Indii po Malaje i 7 w Chinach). Większość gatunków chińskich jest na krawędzi wymarcia. Są to drzewa rosnące na ogół na terenach podmokłych, zalewowych, na glebach kwaśnych.
Specyficzne drewno korzeniowe błotni leśnej potrafi się ścieśniać do 20% swej objętości, by nasączone powrócić do pierwotnej objętości. Wykorzystywane jest w chirurgii naczyń krwionośnych. Gatunek ten uprawiany jest także jako ozdobny, głównie dla silnie przebarwiających się jesienią liści. Błotnia wodna Nyssa aquatica znosi dobrze spiętrzenia wód przekraczające 2 m, jest miododajna i dostarcza cenionego drewna. Owoce Nyssa ogeche są jadalne. Różne gatunki uprawiane bywają jako rośliny ozdobne, głównie z powodu efektownie przebarwiających się jesienią liści (przybierających wówczas kolory od purpurowego po pomarańczowy).

## Morfologia
PokrójDrzewa osiągające do 30 m wysokości, rzadziej krzewy, o korze szarobrązowej, szorstkiej.
LiścieZrzucane na zimę, skrętoległe, pojedyncze, o blaszce całobrzegiej lub piłkowanej, bez przylistków. Często skupione są na końcach pędów. Ogonek na przekroju obły lub oskrzydlony.
KwiatyNiepozorne, zwykle rozdzielnopłciowe, przy czym często płeć trudna do jednoznacznej identyfikacji (słabo zaznaczone różnice morfologiczne między kwiatami, w których kwiaty żeńskie posiadają funkcjonujące pylniki, jednak wytwarzany w nich pyłek nie jest zdolny do zapładniania). Kwiaty zebrane są w zwykle zwisające główki lub gęste grona wyrastające w kątach liści, kwiaty żeńskie czasem pojedyncze lub w skąpokwiatowych gronach. Kielich jest silnie zredukowany, tworzy niski pierścień. Płatki korony drobne, zielone lub zielonkawobiałe. Pręciki w dwóch okółkach po 5. Zalążnia dolna jednokomorowa, zbudowana z dwóch owocolistków, zwieńczona słupkiem dwudzielnym.
OwoceJajowate lub owalne pestkowce o soczystym, kwaśnym miąższu, zwykle jedno- do pięcionasienne, niebieskoczarne, rzadziej czerwone do pomarańczowych. Zwieńczone są trwałymi działkami kielicha.

## Systematyka
Jeden z rodzajów z rodziny błotniowatych Nyssaceae. Jeszcze w systemie APG III z 2009 rodzina ta nie była wyodrębniana, stanowiła podrodzinę Nyssoideae Arnott w obrębie dereniowatych Cornaceae. Rodzina Nyssaceae została wyodrębniona w systemie APG IV (2016). 
Wykaz gatunków
- Nyssa aquatica L. – błotnia wodna[9], nyssa błotna[12]
- Nyssa javanica (Blume) Wangerin
- Nyssa leptophylla W.P. Fang & T. P. Chen
- Nyssa ogeche Bartram ex Marshall
- Nyssa shangszeensis W.P.Fang & Soong
- Nyssa shweliensis (W.W.Sm.) Airy Shaw
- Nyssa sinensis Oliv. – błotnia chińska[9], nyssa chińska[12]
- Nyssa sylvatica Marshall – błotnia leśna[9], nyssa leśna[12]
- Nyssa talamancana Hammel & N.Zamora
- Nyssa wenshanensis W.P. Fang & Soong
- Nyssa yunnanensis W.Q.Yin ex H.N.Qin & Phengklai